# Нора Гербе
Нора Гербе або Гьорбе (угор. Görbe Nóra, нар. 3 вересня 1956, Дебрецен, Угорщина) — угорська співачка та акторка, відома головною роллю детективки-каратистки Лінди Веспрем у серіалі 1980-х років «Лінда».

## Біографія
Народилася 1956 року в сім'ї актора Яноша Гербе та вчительки Єви Медьєр. В дитинстві займалась балетом та художньою гімнастикою, вчилась у музичній школі та школі з посиленим вивченням іноземних мов. З 1975 по 1979 роки вчилась в Академії театру та кіно на відділенні драми у Іштвана Хорвата та Деже Капаша. С 1979 по 1986 роки грала в театрі «Мафільм». Грала також в театрах Петефі, Чоконай, Радноті, Ятексин та в Уйпештському театрі.
З 1981 року Гербе професійно займалась тхеквондо: частково тому, що основну славу їй принесла роль детективки та майстрині карате Лінди Веспрем в телесеріалі «Лінда», який транслювався з 1984 по 1989 роки на угорському телебаченні та став одним з перших телесеріалів Східної Європи про бойові мистецтва.
Крім акторської кар'єри, Гербе зробила і музичну: з 1985 по 1986 роки співала в гурті R-GO, виступала в складі гуртів Első Emelet (1987—1988) та Bojtorján együttes (1990—2003). Вона записала з ними низку альбомів в період 1980-х та 1990-х років, здійснивши кілька турів Угорщиною. Вона також відома як виконавиця дитячих пісень. Після активної кар'єри іноді виступає з концертами на угорському телебаченні.
Була одружена з продюсером та автором телесеріалу «Лінда» Дьордієм Гатом. Народила дочку Анну (1993) та сина Мартона (1989). З 2006 року одружена з Петером Ормошом.

## Фільмографія

### Повнометражні фільми
- Áramütés (1978)
- Hálapénz (1979)
- Fábián Bálint találkozása Istennel (1980)
- Paraszt Hamlet (1981)
- Omlett (1981)
- Dögkeselyű (1982)
- Jób lázadása (1983)
- Könnyű testi sértés (1983)
- Elcserélt szerelem (1983)
- Egy golyó a szívbe (1986)
- Tékasztorik (2017)

### Телесеріали
- Nyina naplója (1977)
- Meztelenül (1978)
- Tengerparti nyár (1978)
- A felnőttek furcsák néha (1978)
- Szeptember (1979)
- Tyúktolvajok (1979)
- Tiszteletem, főorvos úr! (1980)
- Kulcskeresők (1980)
- A rágalom iskolája (1980)
- Szegény Avroszimov (1980)
- Családi körr (1981)
- A siketfajd fészke (1982)
- Faustus doktor boldogságos pokoljárása (1982)
- Hiúság vására (1983)
- Fabuland (1983)
- Linda (1983—1989)
- Warrenné mestersége (1984)
- Zsarumeló (1985)
- Linda mesél (1989)
- Új Linda-sorozat 1-5. (2000)

## Дискографія
- Zöld öv (1985)
- Hollywood messze van (1986)
- Levél Hollywoodból (1987)
- Anyu Hodmedbe (1987)
- Linda mesél (1988)
- Te szeress legalább (1989)
- Tündéri Lutra buli (1990)
- Erdei gólyabál (1998)
- Hogyan hódítsuk meg a nőket/férfiakat